# Tassejewa
Die Tassejewa (russisch Тасеева) ist ein 116 km langer, linker bzw. südöstlicher Zufluss der Angara in Sibirien, in der Region Krasnojarsk im asiatischen Teil Russlands; zusammen mit seinem Quellfluss Tschuna ist er 1319 km lang.

## Verlauf
Die Tassejewa entsteht im äußersten Südwesten des Mittelsibirischen Berglands durch den rund 11 Flusskilometer oberhalb bzw. östlich von Burnyy gelegenen Zusammenfluss der jeweils aus dem Ostsajan kommenden Flüsse Birjussa und Tschuna. Von dort verläuft der Fluss nordwestwärts nach Perwomaisk, um 12 km unterhalb davon östlich der Jenisseiberge in die von Osten kommende Angara zu münden. Direkt unterhalb der Einmündung der Tassejewa liegen in der Angara mehrere Flussinseln, die größte davon ist die Insel Sosnovy und knapp 14 km unterhalb ihrer Mündung befindet sich an der Angara das Dorf Kulakowo.